# Sou
Pour les articles homonymes, voir Sou (homonymie) et Sol#Monnaies.
Sou et sol sont les noms portés à la fois dans le langage courant et de façon officielle par différentes monnaies, de compte ou de règlement, de l'Antiquité à nos jours. Le nom trouve son origine dans la corruption du mot latin solidus.
Le mot sou est ancré dans de nombreuses expressions courantes de la langue française.

## Antiquité romaine

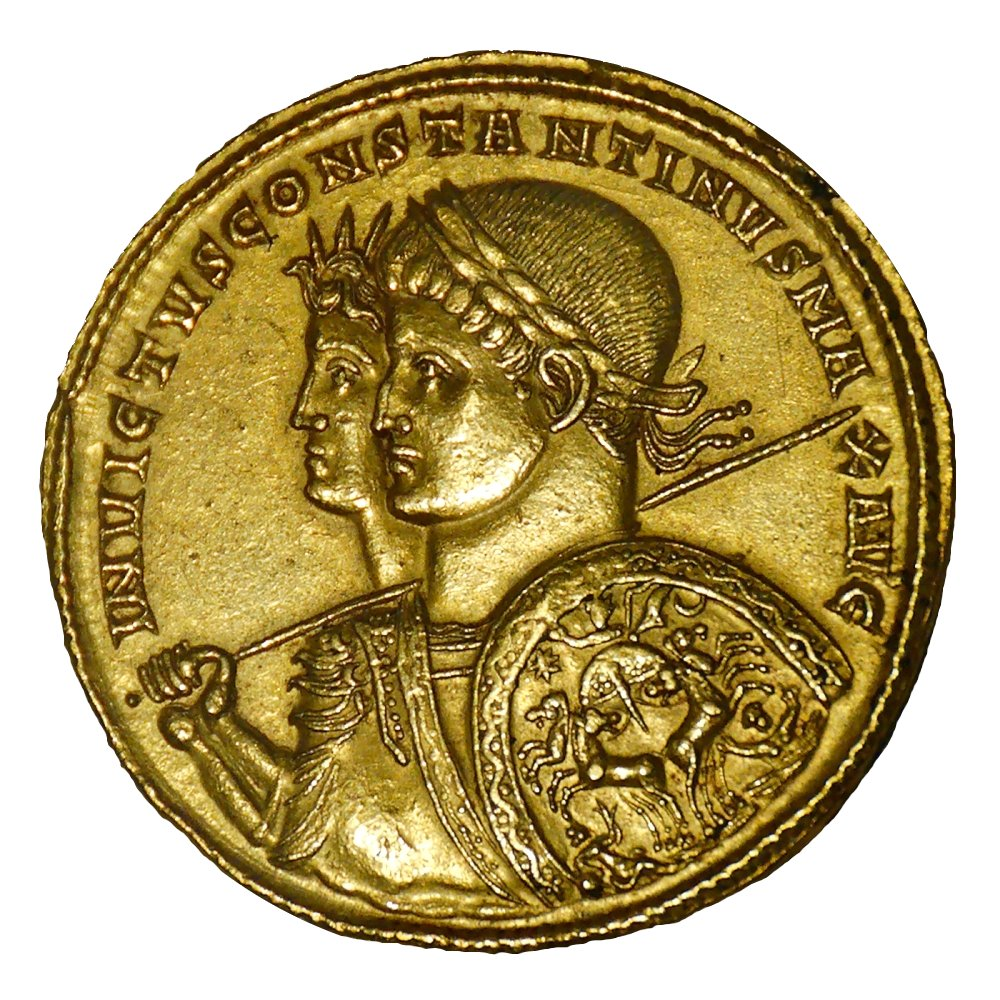
Solidus de Constantin.

Le solidus est une monnaie de 4,5 g d'or créée par l'empereur Constantin (IVe siècle) en remplacement de l'aureus.

## Haut Moyen Âge

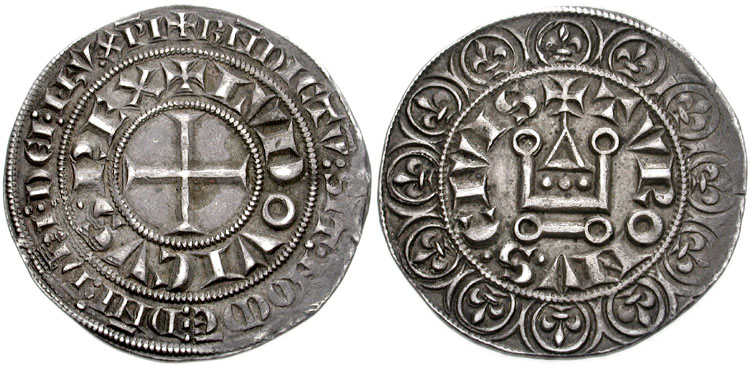
Gros de Saint Louis valant 1 sou tournois.

Faisant honneur à son nom, la nouvelle monnaie allait gagner sa réputation d'inaltérabilité en traversant presque inchangée le déclin et la chute de l'Empire romain d'Occident, les invasions barbares et la création de royaumes germaniques dans toute l'Europe : non seulement frappé à Byzance jusqu'au XIe siècle sous le nom de nomisma, le solidus sera imité par les rois barbares, en particulier les Mérovingiens, quoique le plus souvent sous forme de « tiers de sou » (trémissis).
Face à la pénurie d'or, une nouvelle « stabilisation » (c'est ainsi que l'on appelle souvent les dévaluations) va venir de Charlemagne : le solidus ne désignera désormais plus un 1⁄72e de livre romaine d'or, mais 1⁄20e de livre carolingienne d'argent. Il est lui-même divisé en 12 deniers, qui, sauf rares exceptions (le gros de Saint Louis), seront dans la pratique les seuls à circuler.
Le principe général de douze deniers valant un sou et de vingt sous valant une livre va se retrouver avec de nombreuses variantes en fonction de l'alliage utilisé et du bimétallisme or/argent parfois utilisé pour certaines frappes. De fait, ce sont principalement les membres de la corporation des changeurs qui étaient capables de s'y retrouver dans les équivalences et les nombreuses monnaies en cours en Europe à chaque époque et qui étaient donc incontournables pour de nombreuses opérations commerciales .

## Du Moyen Âge aux Temps modernes

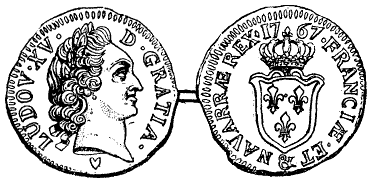
Sol de Louis XV datant de 1767.

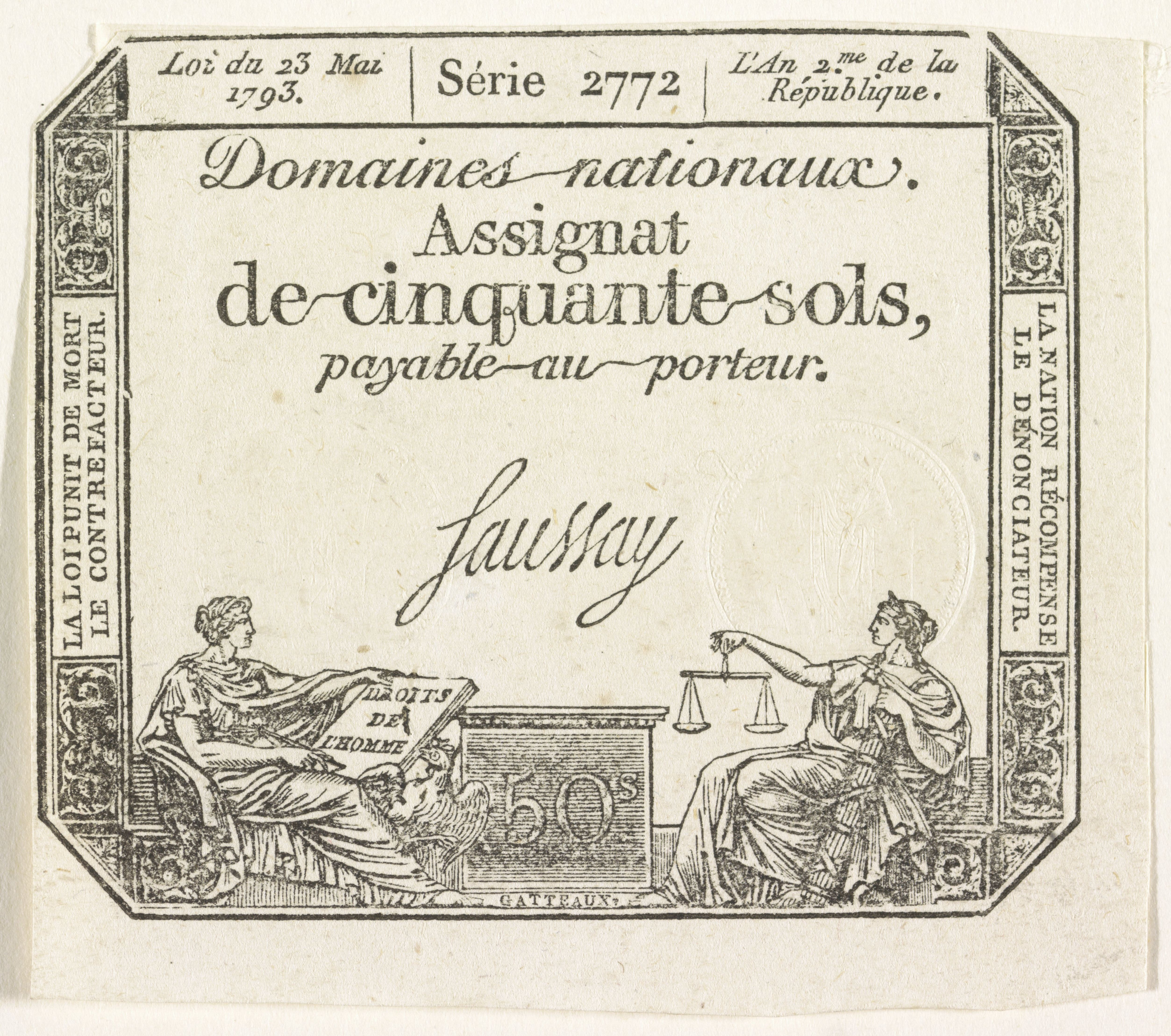
Assignat de 50 sols, émis en France en 1793.

Le nom évolue comme le restant de la langue, du latin au français. Solidus va devenir soldus, puis solt dès le XIe siècle, puis sol à partir du XIIe siècle.
La république de Venise émet le soldino à partir de 1328.
La République corse émet le soldo entre 1755 et 1769.
En France, la prononciation sou est définitivement actée au XVIIIe siècle. Avant la décimalisation en France (1795), de profondes réformes monétaires ont eu lieu : deniers et liards pouvaient s'exprimer en sous, dans le langage courant. Pour autant, le mot « sol » reste en vigueur, il marque officiellement les monnaies de bronze révolutionnaires et les billets.

## Un sou en francs français: un mot qui dure

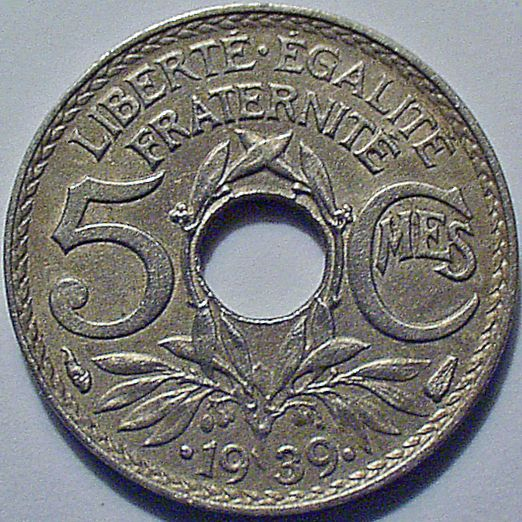
Le dernier "sou" : pièce de 5 centimes français de 1939 (Ø réel : 19 mm).

Mille ans après la réforme monétaire carolingienne, quand la livre tournois cède la place au franc en 1795, sols/sous et deniers disparaissent des bourses. Toutefois, les Français continuent d'appeler sou le vingtième du franc. Ainsi, la pièce en bronze de 5 centimes pesant 5 grammes était-elle qualifiée de sou (sous la plume d'un Honoré de Balzac ou d'un Victor Hugo, par exemple), la « pièce de cent sous » faisant référence à la pièce en argent de cinq francs pesant 25 grammes et que l'on appelait aussi « écu » (dans Germinal de Zola), par analogie avec l’ancien écu de 6 livres pesant environ 29 grammes. La dernière pièce de 5 centimes, lointain souvenir hérité du franc germinal, est démonétisée dans les années 1940, mais le mot sou continue d'être employé (sauf pour la pièce de 5 centimes de nouveau franc de 1960 qui équivalait en fait à 5 anciens francs).
De rognage en dévaluation, l'antique sou d'or, puis d'argent, sera devenu une pièce de billon, de cuivre, de bronze avant de finir, frappé entre les dates de 1914 et 1939, sous forme d'une pièce percée de 5 centimes en cupronickel puis en maillechort ; elle est remplacée par des pièces de 10 centimes Type Lindauer en zinc à partir de 1941 (la dernière pièce de 5 sous est la 5 centimes en zinc type Jespers de Belgique qui est démonétisée en 1957).

## Les sous hors de France

### Canada

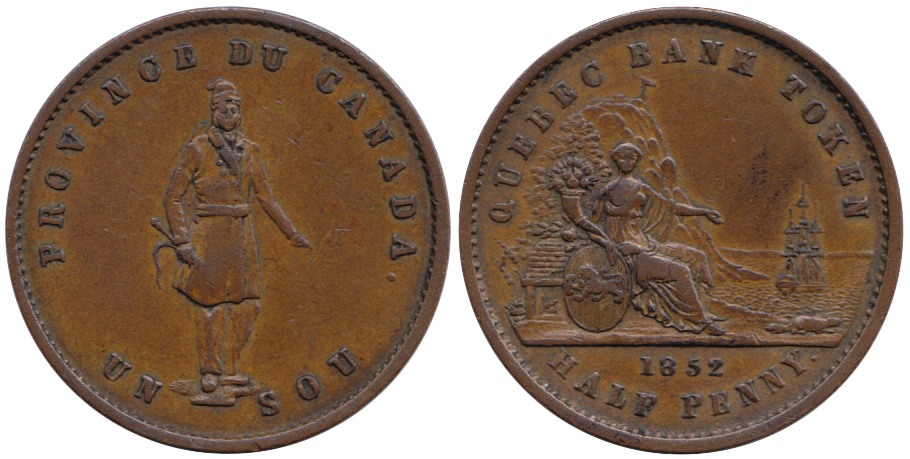
Jeton banque de la Province du Canada de 1852. Sur l'avers, la dénomination est "UN SOU", sur revers "HALF PENNY".

Au Canada, le mot « sou » est utilisé dans le langage courant pour dénommer la division du dollar canadien, dont le terme officiel est le cent :
- Le cent est couramment appelé une « cenne » ou un « sou » tout comme la pièce de 25 cents est souvent appelée un « trente sous[7] » ; cette appellation de « sou » ou « trente sous » remonte à avant 1858. Il y a alors deux devises en circulation, le « penny » britannique et le « sou » utilisé par les francophones. Pour faciliter les échanges avec les populations d'origine française, les autorités britanniques décidèrent qu'un demi-penny équivaudrait désormais à un sou (exemple : la pièce de monnaie de 1837 « Province du Bas-Canada » : sur un côté de la pièce il est inscrit « 1/2 penny » et sur l'autre côté « un sou »).

La monnaie canadienne était sous le régime anglais, divisée comme suit :
- 12 pences font 1 shilling et 5 shillings font une couronne. Pour faciliter les échanges avec les États-Unis, les autorités britanniques décidèrent qu'une couronne vaudrait un dollar américain (voir la pièce de monnaie britannique de 1804 de George III), ainsi il y a 60 pences dans une couronne, multiplié par deux (1/2 penny vaut un sou) , on obtient le calcul suivant :
  - 120 sous font cinq shillings ou une couronne ;
  - 120 sous divisés par quatre égalent trente sous ;
  - un dollar divisé par quatre égale 25 cents. Ainsi, un dollar vaut une couronne et 25 cents valent trente sous. En 1858, le nouveau gouvernement canadien décide d'adopter le dollar, subdivisé en 100 cents comme celui des États-Unis, la population canadienne francophone a continué à appeler familièrement la pièce de 25 cents un « trente sous ». On entend aussi souvent dire « changer quatre trente sous pour une piastre ». Cette expression signifie donc, changer pour quelque chose d'exactement identique.

### Luxembourg et États Belgiques unis

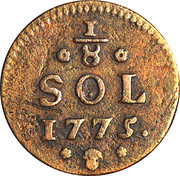
Pièce luxembourgeoise de 1/8e de sol, cuivre, revers, 1775.

Le duché de Luxembourg émet des monnaies appelées sous ou « patards », en argent, à partir de 1615, d'une valeur de 1/20e de florin, puis, entre 1775 et 1790, le duché émet des monnaies libellées en sols, en cuivre (1/8e et 1 sol), en billon (3 sols) et en argent (6 et 12 sols).
Les États belgiques unis émettent, en 1790, des monnaies en argent d'une valeur de 10 sols (½ florin).

### Suisse

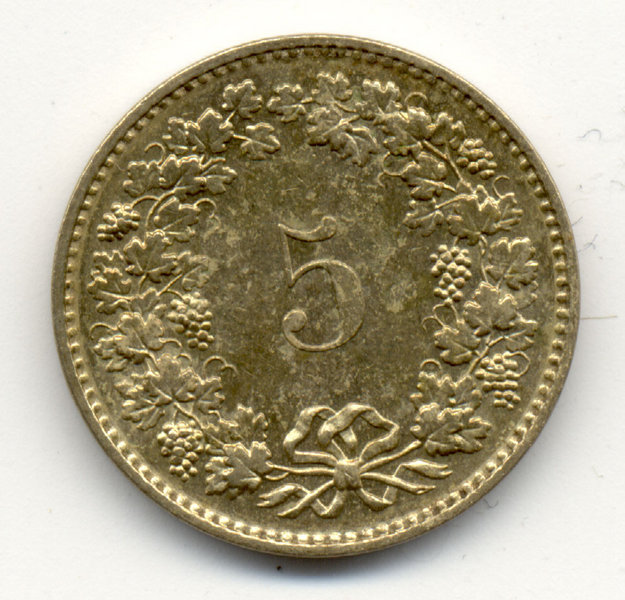
Cinq centimes suisses actuel.

En Suisse, une pièce de cent-sous désigne une pièce de cinq francs suisses et une pièce de quatre-sous désigne une pièce de vingt centimes suisses. Le mot sou reste également dans le langage familier dans les termes « dix, vingt, ... sous ».

### Maurice
À l'île Maurice, en français et en créole, la roupie est divisée en 100 cents appelés sous.

### Maghreb
Au Maghreb, le terme solidus est resté pour designer le terme monnaie, bourse ou somme d'argent sous la forme sordi (en arabe صردي), mais elle n'est pas utilisée pour les comptes de monnaies courantes (dinar, dirham,...), puisque c'est le doro (دورو), le franc (فرنک) et le réal (ريال) qui sont utilisés au quotidien.

## Le sou dans les expressions en langue française
Utilisé pendant plus de 1000 ans, le terme sou s'est ancré dans le langage et les expressions françaises. Les sous, au pluriel, sont devenus synonyme d'argent.
- « Une affaire de gros sous » pour parler d’une affaire dans laquelle sont manipulées d’importantes sommes d’argent.
- « Être sans le sou », « ne pas avoir sou vaillant » signifient ne pas avoir d'argent.
- « N'avoir ni sou ni maille », la maille étant un demi-denier, le denier étant 1/12 de sou.
- « Il manque toujours un sou pour faire un franc », vient à l'origine de la pièce en argent de 20 sols, dite de "20 sous" de Louis XIV pesant 6,118 grammes ayant un titre de 798 pour 1000 ; le franc pesant 5 grammes (ayant un titre en argent de 900 puis 835 pour mille dans l'Union latine), on dit alors de celui qui est toujours à court d'argent qu'« il lui manque toujours dix-huit sous ou dix-neuf sous pour faire un franc » (un franc valant moins de vingt sous, en poids mais pas toujours en titre car la pièce en argent de 30 sols de Louis XVI avait un titre de 666 pour 1000).
- « Je te parie cent sous contre un franc », ce qui veut dire que je suis sûr de mon coup.
- « Un sou est un sou » veut dire qu'il faut être économe ou qu'il ne faut pas négliger les petits profits.
- « Être près de ses sous », c'est être pingre.
- « Sou par sou » ou « sou à sou » signifie petit à petit.
- « Propre comme un sou neuf » signifie très propre, comme une pièce qui n'a pas encore été salie et abîmée par la circulation.
- « On lui donnerait cent sous à le voir » se dit de quelqu'un d'apparence pitoyable.[réf. nécessaire]
- S'ennuyer « à cent sous l'heure » (« à cent sous de l'heure ») signifie être désœuvré.
- Quand quelque chose vaut « trois francs six sous », cela n'est pas bien cher.
- « Un objet de quatre sous » est d'encore moins de valeur, ainsi « l'Opéra à 3 groschen » de Brecht est devenu L'Opéra de quat'sous.
- Lorsqu'on n'a « pas deux sous de jugeote », on n’est pas très malin.
- On parle de machine à sous quelle que soit la monnaie.
- « Le sou du franc », bakchich consenti à qui achète[9].
- « Se faire des sous », c'est percevoir un salaire ou plus largement gagner de l'argent.
- Quand on n'a « pas un sou en poche » ou « pas sous vaillant », on est désargenté.
- « Pas ambigu pour un sou » : pas ambigu du tout, sans aucun doute.
- « Pas fier pour un sou » signifie être abordable, ne pas être vaniteux.
- « Pas modeste pour un sou » signifie être prétentieux.
- « Pas courageux pour un sou » signifie être pleutre.
- « Pas vaillant pour un sou » selon le contexte signifie être peureux ou être fainéant.
- « Pour un sou valant de tabac » signifie acheter du tabac au détail pour la valeur d'un sou.
- « Ne pas valoir un sou, deux sous » signifie ne pas valoir grand chose.
- « Je l'ai acheté trois francs six sous » signifie qu'on l'a acheté pour un prix dérisoire, pour signifier soit que c'est une très bonne affaire, soit que l'objet est vraiment de mauvaise qualité.